# Guillaume Grandidier
Guillaume Grandidier, född  1 juli 1873 i Paris, Frankrike, död där 13 september 1957, var en fransk zoolog, etnolog och geograf som studerade ön Madagaskar.